# Ammannia cryptantha
Ammannia cryptantha là một loài thực vật có hoa trong họ Lythraceae. Loài này được Baker mô tả khoa học đầu tiên năm 1884.